# (22254) Vladbarmin
(22254) Vladbarmin est un astéroïde de la ceinture principale.

## Description
(22254) Vladbarmin est un astéroïde de la ceinture principale. Il fut découvert le 3 octobre 1978 à Naoutchnyï par Nikolaï Tchernykh. Il présente une orbite caractérisée par un demi-grand axe de 2,34 UA, une excentricité de 0,26 et une inclinaison de 3,4° par rapport à l'écliptique.

## Compléments